# Versagungsgegenklage
Die Versagungsgegenklage ist eine Variante der Verpflichtungsklage im deutschen Verwaltungs-, Sozial- und Finanzgerichtsprozess. Ziel der Klage ist die Verurteilung der Behörde zum Erlass eines abgelehnten Verwaltungsaktes.
Die Versagungsgegenklage ist dann statthaft, wenn die Behörde einen Antrag auf Erlass eines Verwaltungsaktes abgelehnt hat. Die Klagefrist beträgt einen Monat ab Zustellung des ablehnenden Bescheids, wenn dem Bescheid eine Rechtsmittelbelehrung beigefügt ist. Andernfalls beträgt die Frist ein Jahr (§ 58 VwGO). Vor Klageerhebung kann ein Widerspruchsverfahren als Vorverfahren erforderlich sein. In einigen Bundesländern (z. B. Bayern, Nordrhein-Westfalen und Niedersachsen) ist dieses jedoch nicht mehr obligatorisch oder gänzlich abgeschafft worden.
Wird die Behörde zum Erlass des begehrten Verwaltungsaktes verurteilt, entfaltet das Urteil eine kassatorische Wirkung.  Hat die Verpflichtungsklage Erfolg, gestaltet sich die Rechtslage neu und die dem geltend gemachten Anspruch entgegenstehende Feststellung des ablehnenden Verwaltungsakts wird inhaltlich überholt. Das bedeutet, dass der zuerst erlassene, ablehnende Verwaltungsakt mit dem Urteil aufgehoben wird.
Die andere Variante der Verpflichtungsklage ist die Untätigkeitsklage, die dann geboten ist, wenn die Behörde einen Antrag auf Erlass eines Verwaltungsaktes oder einen Widerspruch innerhalb einer bestimmten Frist sachlich nicht beschieden hat (§ 75 VwGO, § 88 SGG). (§ 46 FGO).
Je nachdem, ob die Sache spruchreif ist, ergeht in beiden Fällen ein Vornahme- oder ein Bescheidungsurteil.